# Mythymima
Mythymima là một chi bướm đêm thuộc họ Noctuidae.